# Communauté de communes des Sources de la Vesle
La communauté de communes des Sources de la Vesle est une ancienne communauté de communes française, située dans le département de la Marne et la région Champagne-Ardenne.
Elle a fusionné avec une autre intercommunalité le 1er janvier 2014, pour former la nouvelle communauté de communes de Suippe et Vesle.

## Historique
La communauté de communes a été créée par un arrêté préfectoral du 23 juillet 1996.
Conformément aux prévisions du schéma départemental de coopération intercommunale (SDCI) de la Marne du 15 décembre 2011, les communautés de communes CC de la Région de Suippes (16 communes) et CC des Sources de la Vesle (3 communes) ont fusionné le 1er janvier 2014 pour former la communauté de communes de Suippe et Vesle. 

## Territoire communautaire

### Composition
La communauté de communes, regroupant moins de 3 000 habitants, était composée de trois communes :
- Courtisols
- Poix
- Somme-Vesle

## Fonctionnement

### Siège
Le siège de la communauté de communes était à Courtisols, 4 rue Massez.

### Élus
La communauté de communes était administrée par un conseil communautaire constitué de représentants de chaque commune, élus en leur sein par les conseils municipaux.

### Liste des présidents
| Période                                  | Période       | Identité        | Étiquette | Qualité                                                                  |
| ---------------------------------------- | ------------- | --------------- | --------- | ------------------------------------------------------------------------ |
| Les données manquantes sont à compléter. |               |                 |           |                                                                          |
| 2008                                     | décembre 2013 | Hubert Arrouart |           | Maire de Courtisols (2001 → ) Conseiller général de Marson (2001 → 2015) |

### Compétences
Nombre total de compétences exercées : 22.
L'intercommunalité exerçait les compétences qui lui avaient été transférées par les communes membres, conformément aux dispositions légales.